# Michael Suda
Michael Suda (* 18. August 1957 in Wangen im Allgäu) ist ein deutscher Forstwissenschaftler und Hochschullehrer. Er war bis 2023 Professor mit Lehrstuhl für Wald- und Umweltpolitik an der Technischen Universität München. 

## Werdegang
Sein Studium der Forstwissenschaft absolvierte Suda von 1978 bis 1984 an der Ludwig-Maximilians-Universität München. In seiner Diplomarbeit befasste er sich mit dem medialen Echo auf das Waldsterben. Um das Waldsterben ging es auch in seiner Promotion im Fach Forstpolitik 1988; diesmal untersuchte er die wirtschaftlichen Auswirkungen. 1992 konnte er sich für Forstpolitik und Raumordnung habilitieren; Thema der Habilitationsschrift war die Bedeutung des Waldes für die Wasserversorgung. 
An der Fachhochschule Weihenstephan lehrte Michael Suda als Professor zu den Themen Waldschutz und Schutzwald. 1995 wurde er auf den Lehrstuhl für Forstpolitik und Forstgeschichte an die Ludwig-Maximilians-Universität München berufen. Der Lehrstuhl wechselte 1999 an die Technische Universität München und wurde 2006 in Lehrstuhl für Wald- und Umweltpolitik umbenannt.
Seit Ende September 2023 ist Michael Suda im Ruhestand. Sein Lehrstuhl für Wald- und Umweltpolitik an der TU München wird aufgelöst. Suda arbeitet noch weiter am Projekt „Waldeigentum in der Krise WidK“.

## Forschungsinteressen und Arbeitsgebiete
Hauptinteressengebiete Sudas sind soziologische und kommunikationsbezogene Fragen zu Waldbesitzern und weiteren Akteuren mit Bezug auf den Wald; außerdem Meinungsbildung zu Themen des Waldes, darunter auch Gefahrenwahrnehmung, und im Weiteren die Entwicklung von Kommunikationsstrategien. Im Zuge seiner Forschungen strebt Suda die Weiterentwicklung von Methoden der empirischen Sozialforschung an.
Sudas Vorlesungen waren durch einen humorvollen Stil geprägt. Er stieß damit auf unterschiedliche Reaktionen.

## Ehrungen
Für seine Lehrtätigkeit erhielt Suda zweimal den Best Teaching Award, 2011 von der Wirtschaftswissenschaftlichen Fakultät der Technischen Universität München, 2015 von der Fakultät für Bauingenieur- und Vermessungswesen. Zwischen 2013 und 2018 wurden Veranstaltungen Sudas wiederholt mit dem ersten Preis Doce et Delecta der Fachschaft ausgezeichnet.

## Publikationen
Auf dem Publikationsserver der TU München sind 86 Publikationen Sudas eingetragen.
Michael Sudas Qualifikationsarbeiten:
- Auswirkungen des Waldsterbens auf Siedlungen, Infrastruktureinrichtungen und den Fremdenverkehr im bayerischen Alpenraum. DVA, München 1989, ISBN 978-3-9801742-1-3 (Dissertation)
- Die Rolle des Waldes und der Forstwirtschaft zur Sicherung der Wasserversorgung in Bayern. Universität München 1991 (Habilitationsschrift)

Zum Thema Humor in der Wissensvermittlung veröffentlichte Suda weitere Aufsätze.